# Zygmunt Manke
Zygmunt Manke (ur. 19 lutego 1903 we wsi Dołżek na Podolu, zm. 12 listopada 1963 w Słupsku) – polski nauczyciel, organizator i wieloletni dyrektor I Liceum Ogólnokształcącego im. Bolesława Krzywoustego w Słupsku.
Zygmunt Manke urodził się w rodzinie Otto i Rozalii z domu Zamłyńskiej. Ojciec był weterynarzem, matka zajmowała się domem. Maturę zdał w Gimnazjum Państwowym im. Tadeusza Kościuszki w Łomży (1922). Ukończył studia na Wydziale Filozoficznym Uniwersytetu Jagiellońskiego w Krakowie (1922–1926). Na ostatnim roku studiów był także słuchaczem Studium Pedagogicznego, po czym podjął pracę nauczyciela fizyki i matematyki w Państwowym Seminarium Nauczycielskim w Wołkowysku. W październiku 1932 zdał egzamin państwowy, uzyskując prawo nauczania fizyki i matematyki w szkołach średnich.
W 1931 wraz z żoną przeprowadził się do Lidy. Został tam zatrudniony jako nauczyciel w Państwowym Gimnazjum w Lidzie, gdzie pracował w niej do wybuchu II wojny światowej. Od 31 grudnia 1939 do 22 czerwca 1941 był nauczycielem w Dziesięcioletniej Pełnej Szkole Średniej w Lidzie. 15 lipca 1941 został przeniesiony do Powszechnej Szkoły Polsko-Białoruskiej, którą pomógł zorganizować i pracował jako nauczyciel do 30 sierpnia 1942. We wrześniu 1942 podjął pracę kancelisty w Zarządzie Miejskim, a od 1 lipca 1944 do 30 kwietnia 1945 pracował tam jako dostawca opału. W latach 1943-1944 był nauczycielem tajnego nauczania. W 1945 jako repatriant przyjechał do Słupska, gdzie stał się jednym z założycieli i organizatorów Liceum Ogólnokształcącego im. Bolesława Krzywoustego. Swoje wynagrodzenie przeznaczał na potrzeby tworzącego się Gimnazjum i Liceum, w którym pełnił na przemian funkcje dyrektora lub wicedyrektora, będąc jednocześnie nauczycielem chemii i fizyki. Jeden z jego uczniów, Edmund Kuzinowicz, wspomina, że nowe wiadomości na lekcji podawał w sposób dostępny i był wyrozumiały na potknięcia ucznia podczas odpowiedzi. Był nauczycielem bardzo lubianym przez uczniów. W 1946 przygotował pierwszą w powojennej historii szkoły maturę, tzw. małą maturę dla gimnazjalistów. W 1955 decyzją Prezydium Wojewódzkiej Rady Narodowej w Koszalinie został powołany na dyrektora 3-letniej Szkoły Pielęgniarstwa w Słupsku. Za osiągnięcia w pracy otrzymał Medal 10-lecia Polski Ludowej oraz Medal Zasłużonego Mieszkańca Słupska.
Zygmunt Manke został pochowany na Starym cmentarzu w Słupsku przy ulicy Kaszubskiej na kwaterze 11 rząd 19 miejsce 2. KSW 436/1963. Pozostawił żonę Wandę z d. Waszniewska i dwie córki: Bognę i Marzenę.